# 조계철
조계철(趙啓哲, 1963년 3월 1일, 전북특별자치도 전주시 ~ )은 대한민국의 제9대 전라북도의원이다.

## 학력
- 전주동초등학교 졸업
- 전주남중학교 졸업
- 우석고등학교 졸업
- 전주대학교 토목공학 학사 졸업
- 전주대학교 법학 학사 졸업
- 전주대학교 행정대학원 행정학 박사과정 졸업

## 경력
- 1984 ~ 1986 대한민국 해병대 하사 만기 제대
- 전주시 재향군인회 이사
- 아름다운가게 평화점 운영위원
- 전주지방검찰청 범죄예방상담지도분과 위원회 운영위원
- 법무부 전주소년원 소년보호협의회 회장
- 전북신체장애인협회 고문
- 전주대학교 총동문회 부회장
- 전주시 수영연맹 회장
- 민주당 연청중앙회 부회장
- 대한민국 광복회 전주시지부 운영위원
- 시민행동21 운영위원
- 21세기 정책정보연구원 감사
- 민주당 전북도당 전주시 완산구 을 중소기업특별위원장
- 2010.07 ~ 2014.06 제9대 전라북도의회 의원
- 2010.07 ~ 2010.07 제9대 전라북도의회 전반기 윤리특별위원회 위원
- 2010.07 ~ 2012.07 제9대 전라북도의회 전반기 운영위원회 위원
- 2010.07 ~ 2012.07 제9대 전라북도의회 전반기 행정자치위원회 간사
- 2010.07 ~ 2012.07 제9대 전라북도의회 전반기 예산결산특별위원회 위원
- 2012.02 ~ 2012.07 제9대 전라북도의회 학교폭력예방및학생인권특별위원회 위원
- 2012.07 ~ 2014.06 제9대 전라북도의회 후반기 산업경제위원회 부위원장
- 2012.07 ~ 2014.06 제9대 전라북도의회 후반기 운영위원회 위원
- 2012.07 ~ 2014.06 제9대 전라북도의회 후반기 예산결산특별위원회 위원
- 2015.08 ~ 2017.02 새누리당 중앙위원회 산업자원분과 부위원장
- 2017.02 자유한국당 중앙위원회 산업자원분과 부위원장

## 역대 선거 결과
|  | 9.53% |

|  | 44.78% |